# Grabmal von Jean de Kerouzéré

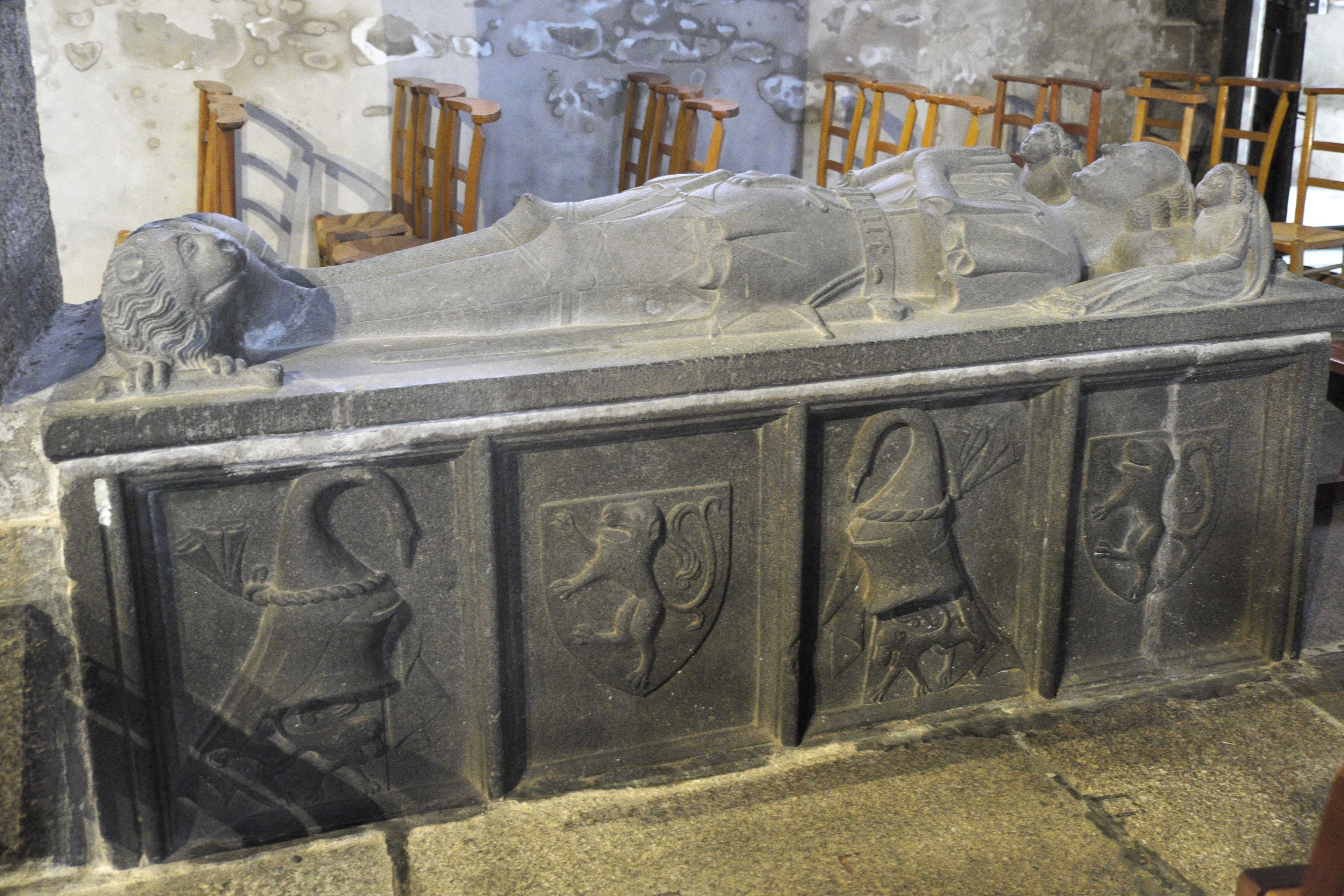
Grabmal von Jean de Kerouzéré

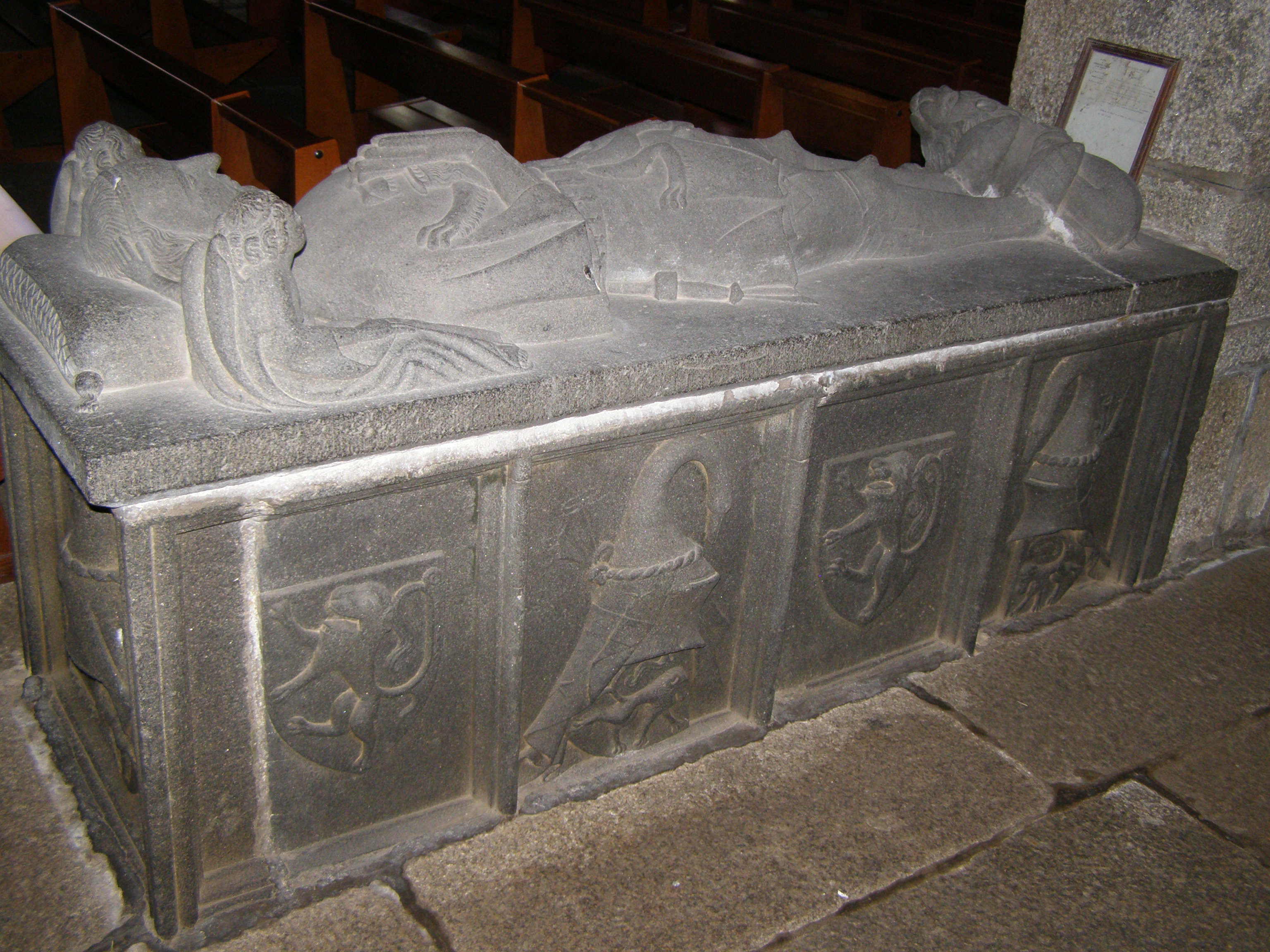
Grabmal von Jean de Kerouzéré

Das Grabmal von Jean de Kerouzéré in der katholischen Pfarrkirche Saint-Pierre in Sibiril, einer Gemeinde im Département Finistère in der französischen Region Bretagne, wurde im 15. Jahrhundert geschaffen. Im Jahr 1922 wurde es als Monument historique in die Liste der beweglichen Kulturgüter (Base Palissy) in Frankreich aufgenommen.

## Jean de Kerouzéré
Jean de Kerouzéré war Kammerherr und erster Mundschenk des bretonischen Herzogs Johann VI. (in Frankreich als Johann V. bezeichnet). Er ließ in Sibiril ein Schloss, das Château de Kérouzéré, errichten.

## Beschreibung
Das Grabmal von Jean de Kerouzéré ist aus Kersantit gemeißelt. Es wurde noch im Jahr 1460, dem Jahr seines Todes, geschaffen. Das Grabmal besteht aus einem Sarkophag und einem Deckel mit der Liegefigur des Toten. Jean de Kerouzéré ist mit einer Tunika bekleidet, auf der ein Löwe dargestellt ist. Auf dem Gürtel seines Gewandes sieht man eine Inschrift mit seiner Devise „LIST, LIST“ (lasst es sein). Zwischen seinen Beinen liegt ein Schwert, ein weiteres Schwert liegt an seiner linken Seite. Das Haupt des Toten ist auf ein Kissen gebettet, seitlich sitzen zwei Engel, die in zärtlicher Geste ihre Hände an sein Haupt legen. Zu seinen Füßen kauert ein Löwe, der in seinen Pranken einen Knochen hält. Die Seitenwände des Sarkophags sind mit Wappenschilden, auf denen Löwen und Schwäne dargestellt sind, verziert.

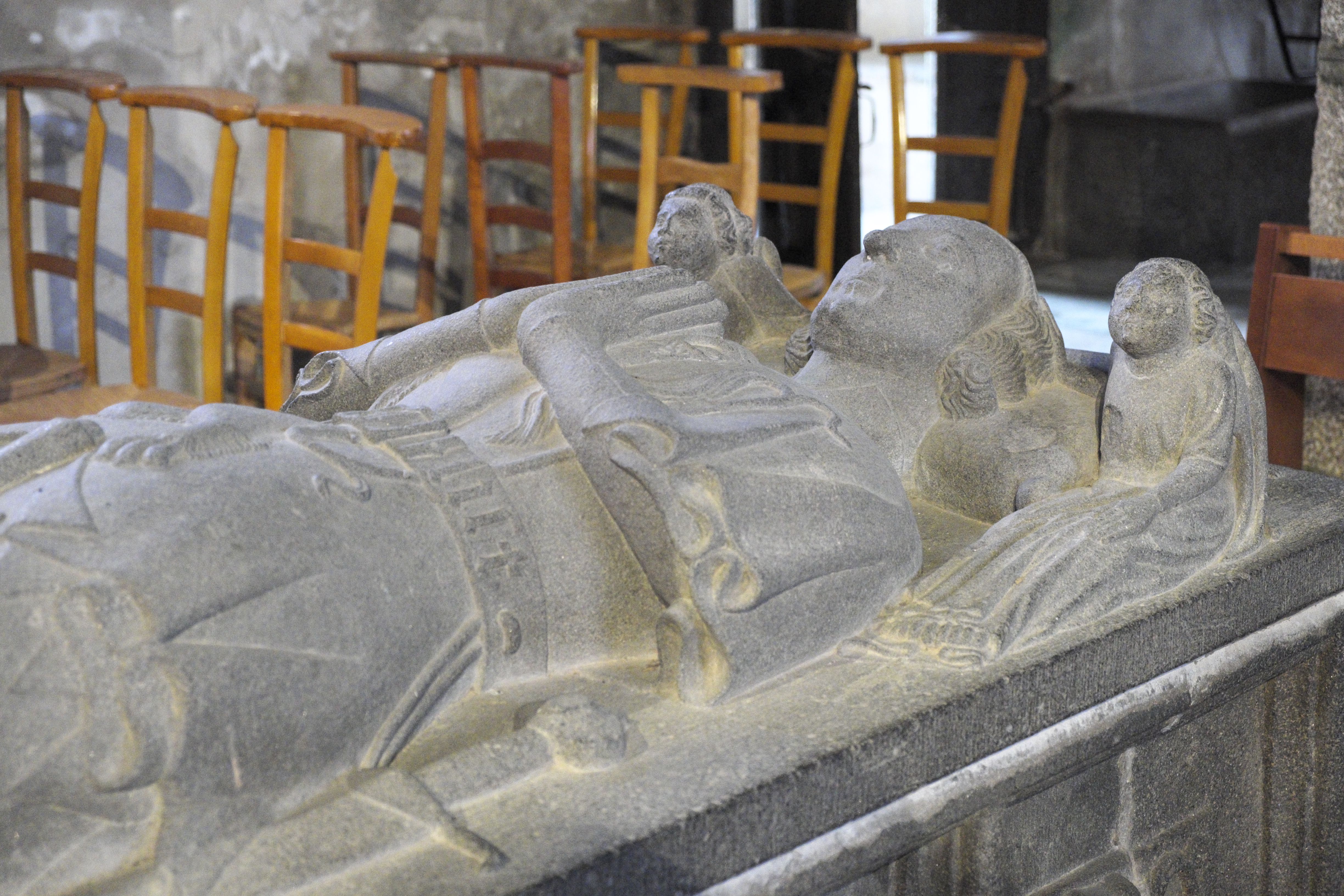
Liegefigur von Jean de Kerouzéré
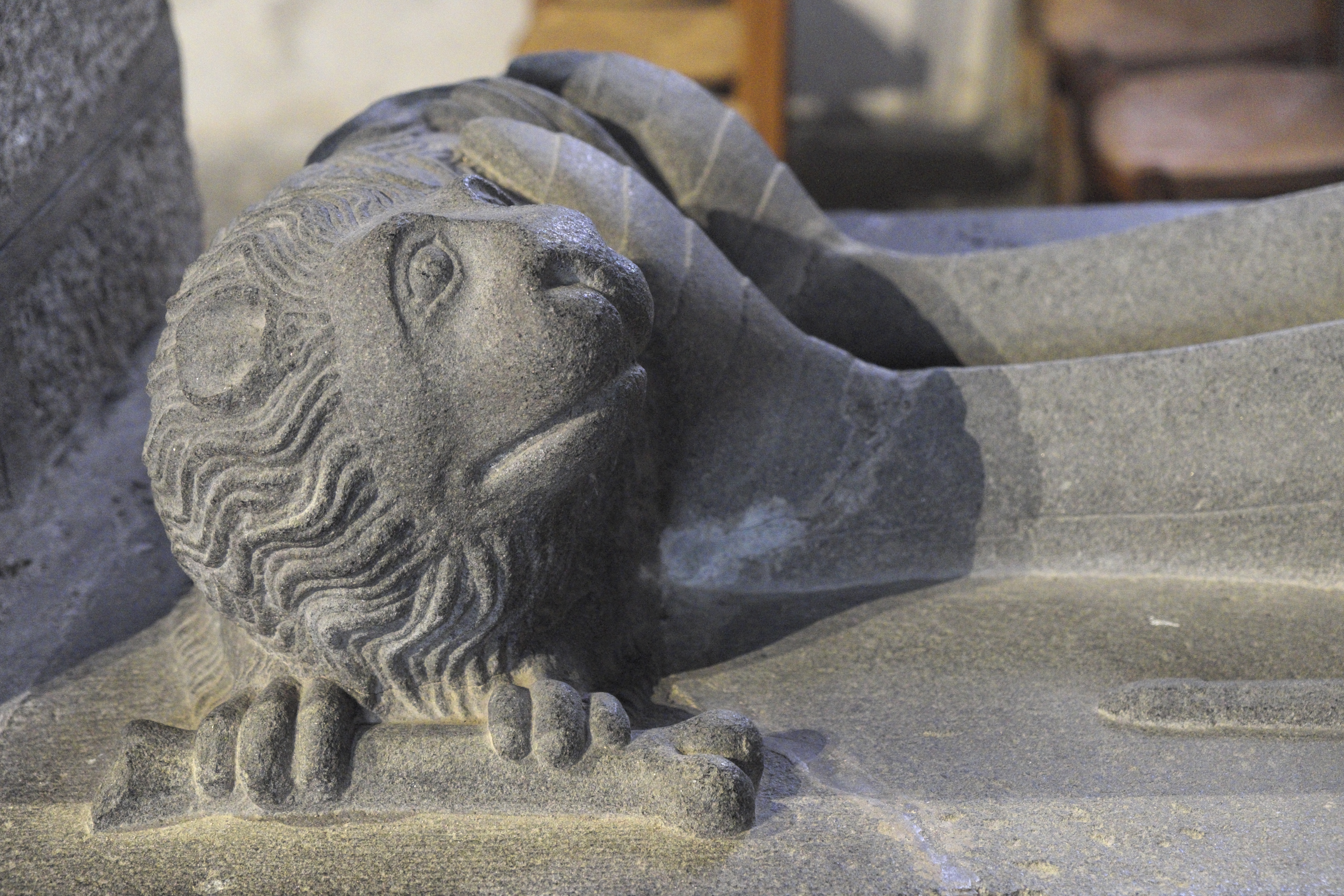
Löwe am Fußende
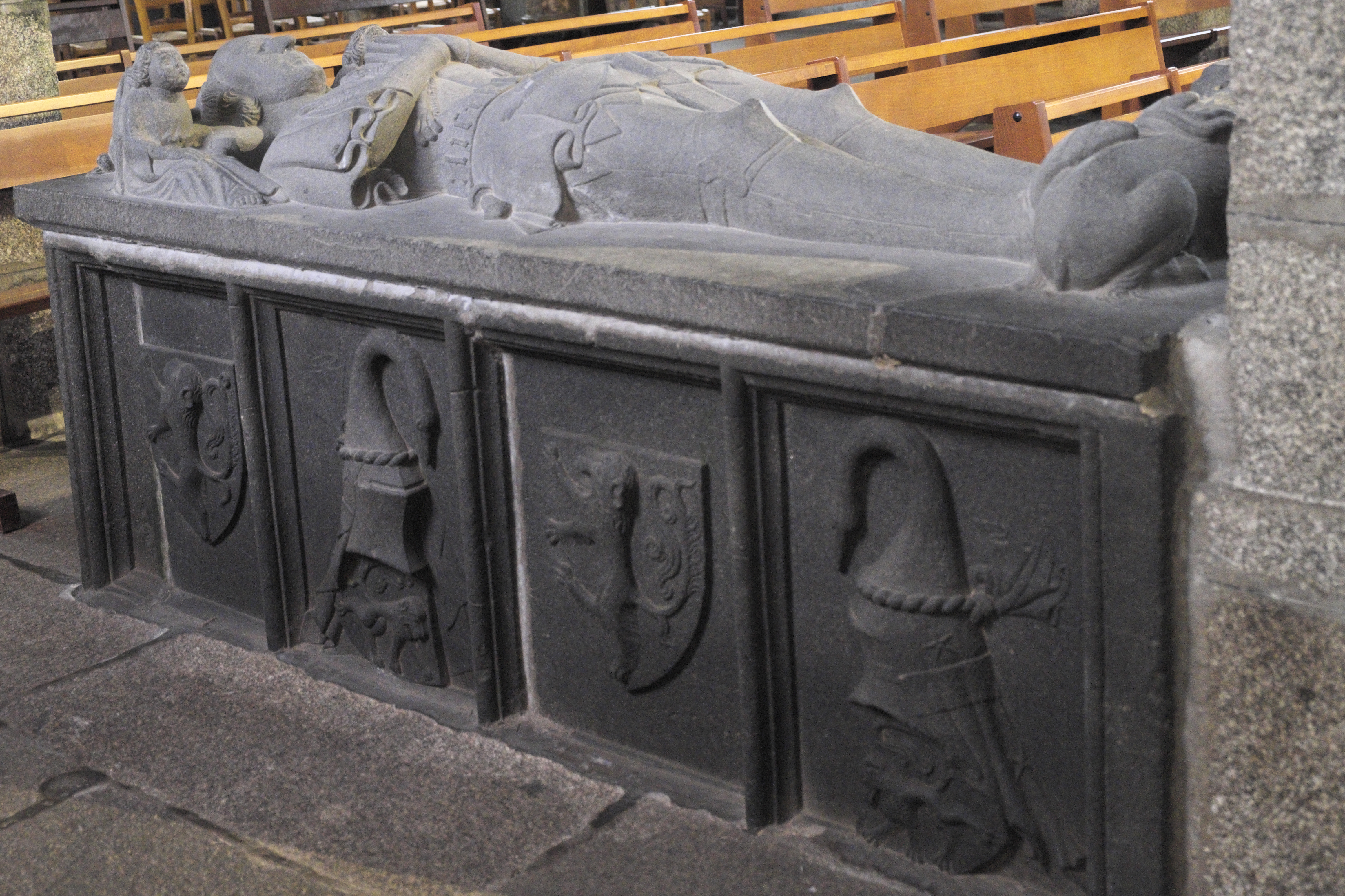
Wappenschilde mit Löwen und Schwänen
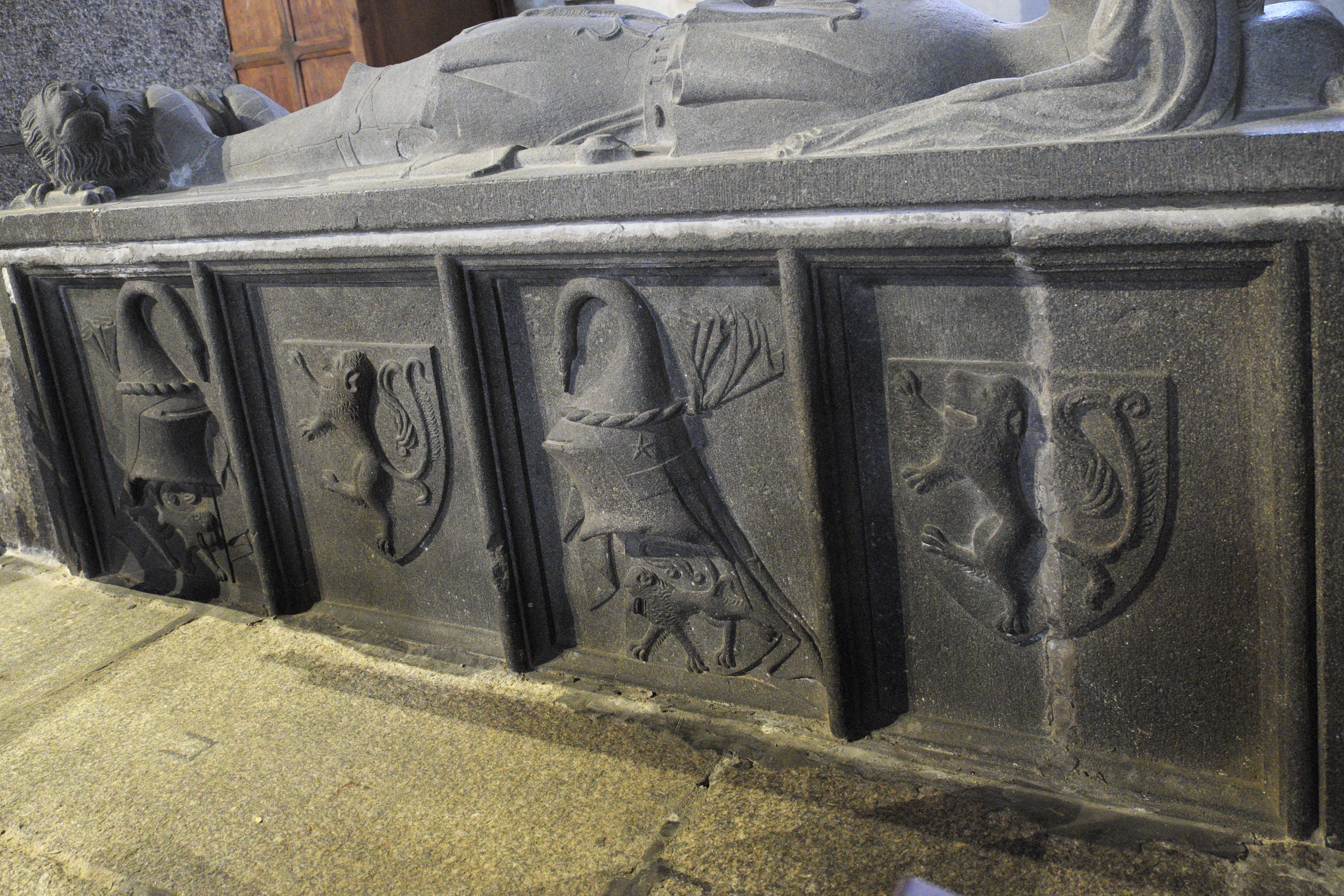
Wappenschilde mit Löwen und Schwänen